# Glatiramer
Glatiramer (Copaxone) är ett immunomodulerande läkemedel mot MS. Läkemedlet injiceras en gång dagligen. Exakt hur läkemedlet verkar är inte känt, föreslagna mekanismer är att glatiramer fungerar som ett "lockbete" och förhindrar immunförsvaret att bryta ned myelinet. En annan föreslagen teori är att det verkar genom att ändra proinflammatoriska T-celler (Th1) till Th2 vilka hämmar inflammationen. 